# Airat Ichmouratov
Airat Rafailovich Ichmouratov (oroszul: Айрат Рафаилович Ишмуратов, tatár cirill: Айрат Рафаил улы Ишмурат) (Kazany, 1973. június 28. –) volgai tatár származású kanadai zeneszerző, karmester, klarinétos. A montreali székhelyű klezmeregyüttes klarinétosa és meghívott professzor a Laval Egyetemen Quebecben, Kanadában.

## Élete
Kazanyban nőtt fel, és ott tanult klarinétozni. A tanulmányait 1996-ban fejezte be. 1998-ban végleg Montréalba költözött. 2005-ben doktorált a Montreali Egyetemen.

## Diszkográfia
- Klezmer zene, Kleztory (2002)
- Barber, Copland, Britten, Bruch, Kazan Chamber Orchestra La Primavera, Ak Bars (2002)[3]
- Klezmer, Kleztory, Yuli Turovsky & I Musici de Montreal Chamber Orchestra, Chandos Records (2004)
- Nomade, Kleztory, 2007-es Opus-díjas, Amerix (2007)[4]
- Shostakovich,Weinberg,Ichmouratov, I Musici de Montreal Chamber Orchestra, Analekta (2008)[5]
- Symphonique, Le Vent du Nord et Quebec Symphony Orchestra, CBC (2010)[6]
- Carte Postale, Alcan Quartet, ATMA Classique (2011) [7]
- Beethoven, Violin Concerto (cadenzas by Ichmouratov), Symphony No. 7, Alexandre Da Costa, Taipei Symphony Orchestra, Warner Classics (2013)[8]
- Arrival, Kleztory, Amerix (2014)
- Tales from the Dinarides, Michael Bridge, Guillaume Tardif, Kornel Wolak, Wirth Institute (2017)
- Klezmer Dreams, Andre Moisan, Jean Saulnier és Molinari Quartet, ATMA Classique (2017)[9]
- Nigun, Kleztory, Amerix (2017)[10]
- Melodies of Nations, Romic – Moynihan Duo, Hedone Records (2017)
- Letter From an Unknown Woman, Three Romances for Viola, Concerto Grosso No. 1 – Belarusian State Chamber Orchestra, Evgeny Bushkov – Chandos (2019)[11]
- Youth' Overture, Maslenitsa Overture, Symphony, Op.55 'On the Ruins of an Ancient Fort' – Orchestre de la Francophonie, Jean-Philippe Tremblay – Chandos (2020)[12]
- Momentum, Kleztory – Chandos (2020)[13]
- Julia MacLaine, Preludes – Analekta (2022)[14]
- Ichmouratov: Viola Concerto No.1 / Piano Concerto – London Symphony Orchestra, Airat Ichmouratov conductor – Chandos (2023)[15]

## Fordítás
Ez a szócikk részben vagy egészben  az   Airat Ichmouratov című angol Wikipédia-szócikk ezen változatának fordításán alapul.  Az eredeti cikk szerkesztőit annak laptörténete sorolja fel. Ez a jelzés csupán a megfogalmazás eredetét és a szerzői jogokat jelzi, nem szolgál a cikkben szereplő információk forrásmegjelöléseként.